# Madri pericolose
Madri pericolose è un film del 1960 diretto da Domenico Paolella.